# Grote boomspanner
De grote boomspanner (Triphosa dubitata) is een nachtvlinder uit de familie van de spanners (Geometridae). 

## Kenmerken
De voorvleugellengte bedraagt tussen de 19 en 22 mm. De basiskleur van de voorvleugel is bruin tot grijsbruin en van de achtervleugel grijs. Over de voorvleugel lopen diverse golvende donkere lijnen afgezet met wit. Midden over deze vleugel loopt een lichtere band. Soms is een rossige tint te zien. De buitenrand is golvend. 

## Levenscyclus
De grote boomspanner gebruikt vooral wegedoorn als waardplanten, soms ook sporkehout en andere loofbomen. De rups is te vinden in juni. Er is jaarlijks een generatie die vliegt van begin juli tot in september, daarna overwintert de imago, en vervolgens weer van april tot halverwege mei.

## Voorkomen
De soort komt verspreid over een groot deel van het Palearctisch gebied voor. De grote boomspanner is in Nederland een zeer zeldzame en in België een zeldzame soort. 